# Maraã
Maraã is een gemeente in de Braziliaanse deelstaat Amazonas. De gemeente telt 18.135 inwoners (schatting 2009).